# Proamytta simplicoides
Proamytta simplicoides är en insektsart som beskrevs av Max Beier 1965. Proamytta simplicoides ingår i släktet Proamytta och familjen vårtbitare. Inga underarter finns listade i Catalogue of Life.